# TOI-715 b
TOI-715 bとは、スペクトル分類がM型の恒星であるTOI-715のハビタブルゾーン内を公転しているスーパーアースの太陽系外惑星である。
主星のTOI-715は、地球からとびうお座の方向に約42パーセク（140光年）離れた場所に存在しており、天の南極に非常に近い位置にある赤色矮星である。この恒星は太陽より小さく、温度も低く、見かけの等級は16.7で肉眼で観測することは不可能であり、小型の望遠鏡でも観測が難しいほど暗い恒星である。
TOI-715 bは地球の1.55倍の大きさを持ち、主星から0.083天文単位 (12,400,000 km) 離れている。また、主星のハビタブルゾーン内を公転しており、平衡温度は234 K (−39 °C) である。TOI-715 bは2023年にTESSによって発見され、発見論文の著者によると、保守的なハビタブルゾーンで発見された最初のTESSによって発見された惑星である。「保守的なハビタブルゾーン」の概念は、惑星が地球が太陽から受ける日射量の0.42～0.842倍に相当する日射量を受ける領域であるとして、2014年にKoparappuらによって定義された。TOI-715 bの日射量は0.67+0.15
−0.20 S🜨であるため、保守的なハビタブルゾーン内に位置している。
NASAは、将来的にはジェイムズ・ウェッブ宇宙望遠鏡（JWST）が水や大気の証拠を調査するためにTOI-715 bが観測される可能性があると述べた。さらに、同じ惑星系に2番目の太陽系外惑星TIC 271971130.02が存在する可能性があり、この惑星候補もハビタブルゾーン内を公転しているとされている。
| 地球 | TOI-715 b |
| ---- | --------- |
| 地球 | Exoplanet |